# Melodi Grand Prix 2021
A 2021-es Melodi Grand Prix egy norvég zenei verseny volt, melynek keretén belül a közönség kiválasztotta, hogy ki képviselje Norvégiát a 2021-es Eurovíziós Dalfesztiválon.
Az élő műsorsorozatba ezúttal 26 dal versenyzett az Eurovíziós Dalfesztiválra való kijutásért. A sorozat ezúttal hétfordulós volt; öt elődöntőt, minden szombaton 2020. január 16-tól február 13-ig, egy második esély fordulót február 15-én, és egy döntőt rendeztek, február 20-án, ahol a nézők dönthettek mindenről.
A verseny győztese TIX lett, aki a Fallen Angel magyarul: Bukott angyal című dallal képviseli az országot Rotterdamban.
Az NRK az előző évadhoz képest annyi újítást végeztek a műsoron, hogy elhagyták a regionális felbontásokat elődöntőnként. Emellett 5 helyett 6 automatikus döntőst választottak ki. Bevezetésre kerül egy második esély forduló, ahol az elődöntőkből tovább nem jutott dalok versenyetek. Így az 5 elődöntőből egy-egy előadó jutott tovább, valamint a második esély fordulóból szintén egy. Emiatt a döntőben a tavalyihoz képest nem 10, hanem 12 előadó versenyzett. Az adások alatt csak a közönség, a műsorsugárzó weboldalán elérhető szavazófelületen, döntött a végeredmények kialakításába.

## Helyszín
2021-ben a koronavírus-járvány miatt az NRK nem tudott nagy szabású show-műsort rendezni. Az összes adást a Fornebuban található H3 Arénában rendezték meg. Érdekesség, hogy ez a helyszín szolgált a tavalyi elődöntők helyszínéül is.
| Norvégia Fornebu |

## A résztvevők
Az NRK 2020. május 15-én jelentette be, hogy ismét lehet jelentkezni a norvég válogatóba. A dalok beküldésének határideje 2020. augusztus 16. volt.
Az első elődöntőben és a döntőben versenyző előadókat és dalaikat az NRK a január 11-én tartott a sajtótájékoztatót keretein belül mutatta be.
A többi előadót január 18-án, 25-én, február 1-jén és 8-án jelentették be.
| Előadó                        | Dal                         | Nyelv                  | Szerző(k) |
| ----------------------------- | --------------------------- | ---------------------- | --- |
| Ane.Fin                       | Walking In My Sleep         | angol                  | Ane Caroline Finstad, Niklas Rosström, Espen Andreas Fjeld, Kim Rune Hagen, Vebjørn Jernberg                                                                                       |
| Atle Pettersen                | World on Fire               | angol                  | Atle Pettersen, Jesper Borgen, Magnus Clausen, Alexander Standal Pavelich, Peter Daniel Newman                                                                                     |
| Beady Belle                   | Playing with Fire           | angol                  | Beady Belle |
| Big Daddy Karsten             | Smile                       | angol                  | Karsten Dahl Marcussen, Are Næsset, Pål Gauslaa Sivertzen |
| Blåsemafian feat. Hazel       | Let Loose                   | angol                  | Jørgen Lund Karlsen, Sigurd Evensen, Stig Espen Hundsnes, Benjamin Sefring, Caroline Teigen                                                                                        |
| Daniel Owen                   | Psycho                      | angol[a]               | Daniel Elmhari, Paria Ahmadzade, Marius Hongve, Henrik Høven, Patrick Brizard, Jørgen Troøyen, Leif Inge Fosen, Marcus Nilsen Ulstad                                               |
| Dinaye                        | Own Yourself                | angol                  | Christian Ingebrigtsen, David Thulin, Dina Matheussen |
| Emmy                          | Witch Woods                 | angol                  | Olli Äkräs, Elsa Søllesvik, Morten Franck |
| IMERIKA                       | I Can't Escape              | angol                  | Erika Dahlen, Bjørn Olav Edvardsen, Morten Franck, Ben Adams |
| Jorn                          | Faith Bloody Faith          | angol                  | Åge Sten Nilsen, Jørn Lande, Eirik Renton, Kjell Åge Karlsen |
| Kaja Rode                     | Feel Again                  | angol                  | Magnus Martinsen, Mirjam Johanne Omdal, Andreas Gjone, Erika Dahlen |
| KEiiNO                        | Monument                    | angol, északi számi[b] | Tom Hugo Hermansen, Alexander Nyborg Olsson, Fred Buljo, Alexandra Rotan, Rüdiger Schramm                                                                                          |
| Ketil Stokkan                 | My Life is OK               | angol                  | Ketil Stokkan |
| KiiM                          | My Lonely Voice             | angol                  | Kim Rune Hagen, Espen Andreas Fjeld, Vebjørn Jernberg, Niklas Rosström |
| Landeveiens helter            | Alt det de                  | norvég                 | Lars-Erik Blokkhus, Petter Bjørklund Kristiansen, Thor-Erik Claussen |
| Maria Solheim                 | Nordlyset                   | norvég                 | Andreas Gjone, Camilla North, Elsbeth Rehder, Torgeir Ryssevik, Maria Solheim |
| Marianne Pentha & Mikkel Gaup | Pages                       | angol[b]               | Vanessa Liftig, Robin Lynch, Marianne Pentha, Mikkel Gaup |
| Ole Hartz                     | Vi er Norge                 | norvég                 | Rein Mellbye Van Vliet, Eirik Næss, Ole F. Hartz Gravbråten, Magnus Hagen Clausen, Petter Bjørklund Kristiansen                                                                    |
| Raylee                        | Hero                        | angol                  | Andreas Stone Johansson, Anderz Wrethov, Laurell Barker, Thomas Stengaard, Frazer Mac                                                                                              |
| Rein Alexander                | Eyes Wide Open              | angol                  | Rein Alexander Korshamn, Christian Ingebrigtsen, Kjetil Mørland |
| River                         | Coming Home                 | angol                  | Thomas Heiland, Lennart Karlsen, Magnus Claussen, Simen Meland Handeland, Tommy La Vardi                                                                                           |
| Royane                        | Circus                      | angol[c]               | Royane Harkati |
| Stavangerkameratene           | Who I Am (Barndomsgater)    | angol                  | Tommy Fredvang, Lars Horn Lavik, Robin Sharma, Glenn Lyse |
| Stina Talling                 | Elevate                     | angol                  | Bård Mathias Bonsaksen, Hilda Stenmalm, Stina Talling, Eirik Hella, Monika Engeseth                                                                                                |
| TIX                           | Fallen Angel (Ut av mørket) | angol                  | Andreas Haukeland |
| TuVeia                        | Bli med meg på gar'n        | norvég                 | Kristian Galaaen Bredalslien, Roar Galaaen Bredalslien, Bendik Johnsen, Torgeir Ryssevik, Carl-Henrik Wahl, Jonas Holteberg Jensen, Sindre Timberlid Jenssen, Sarah A. V. Johnston |

1.↑ a: A dal tartalmaz néhány kifejezést és egy többször ismételt mondatot norvég nyelven is.
2.↑ b: A dal tartalmaz részleteket egy speciális éneklési technikában, a joikában is.
3.↑ c: A dal tartalmaz egy mondatot francia nyelven is.

## Első elődöntő
Az első elődöntőt január 16-án rendezte az NRK négy előadó részvételével Fornebuban, a H3 Arénában. A végeredményt a nézők szavazatai alakították ki, akik mindössze egy előadót juttattak tovább a döntőbe. Ebben az elődöntőben lépett fel a hat automatikus döntőbe jutott előadó közül a KEiiNO, Monument, és TIX, Ut av mørket című dalával.
| Párbaj | Előadó                  | Dal                | Eredmény              |
| ------ | ----------------------- | ------------------ | --------------------- |
| I.     | Stina Talling           | Elevate            | Továbbjutott          |
| I.     | Beady Belle             | Playing with Fire  | Második esély forduló |
| II.    | Jorn                    | Faith Bloody Faith | Második esély forduló |
| II.    | Blåsemafian feat. Hazel | Let Loose          | Továbbjutottak        |

### Aranypárbaj
| #  | Előadó                  | Dal       | Eredmény              |
| -- | ----------------------- | --------- | --------------------- |
| 01 | Stina Talling           | Elevate   | Második esély forduló |
| 02 | Blåsemafian feat. Hazel | Let Loose | Továbbjutottak        |

## Második elődöntő
A második elődöntőt január 23-án rendezte az NRK négy előadó részvételével Fornebuban, a H3 Arénában. A végeredményt a nézők szavazatai alakították ki, akik mindössze egy előadót juttattak tovább a döntőbe. Ebben az elődöntőben lépett fel a hat automatikus döntőbe jutott előadó közül a Stavangerkameratene, Barndomsgater című dalával.
| Párbaj | Előadó        | Dal           | Eredmény              |
| ------ | ------------- | ------------- | --------------------- |
| I.     | Ketil Stokkan | My Life is OK | Második esély forduló |
| I.     | Daniel Owen   | Psycho        | Továbbjutott          |
| II.    | Raylee        | Hero          | Továbbjutott          |
| II.    | Maria Solheim | Nordlyset     | Továbbjutott          |

### Aranypárbaj
| #  | Előadó      | Dal    | Eredmény              |
| -- | ----------- | ------ | --------------------- |
| 01 | Daniel Owen | Psycho | Második esély forduló |
| 02 | Raylee      | Hero   | Továbbjutott          |

## Harmadik elődöntő
A harmadik elődöntőt január 30-án rendezte az NRK négy előadó részvételével Fornebuban, a H3 Arénában. A végeredményt a nézők szavazatai alakították ki, akik mindössze egy előadót juttattak tovább a döntőbe. Ebben az elődöntőben lépett fel a hat automatikus döntőbe jutott előadó közül Kaja Rode, Fele Again című dalával.
| Párbaj | Előadó            | Dal          | Eredmény              |
| ------ | ----------------- | ------------ | --------------------- |
| I.     | Dinaye            | Own Yourself | Második esély forduló |
| I.     | Big Daddy Karsten | Smile        | Továbbjutott          |
| II.    | Emmy              | Witch Woods  | Továbbjutott          |
| II.    | Ole Hartz         | Vi er Norge  | Továbbjutott          |

### Aranypárbaj
| #  | Előadó            | Dal         | Eredmény              |
| -- | ----------------- | ----------- | --------------------- |
| 01 | Big Daddy Karsten | Smile       | Második esély forduló |
| 02 | Emmy              | Witch Woods | Továbbjutott          |

## Negyedik elődöntő
A negyedik elődöntőt február 6-án rendezte az NRK négy előadó részvételével Fornebuban, a H3 Arénában. A végeredményt a nézők szavazatai alakították ki, akik mindössze egy előadót juttattak tovább a döntőbe. Ebben az elődöntőben lépett fel a hat automatikus döntőbe jutott előadó közül Atle Pettersen, World on Fire című dalával.
| Párbaj | Előadó                        | Dal             | Eredmény              |
| ------ | ----------------------------- | --------------- | --------------------- |
| I.     | Marianne Pentha & Mikkel Gaup | Pages           | Továbbjutottak        |
| I.     | Landeveiens Helter            | Alt det der     | Második esély forduló |
| II.    | KiiM                          | My Lonely Voice | Továbbjutott          |
| II.    | Royane                        | Circus          | Második esély forduló |

### Aranypárbaj
| #  | Előadó                        | Dal             | Eredmény              |
| -- | ----------------------------- | --------------- | --------------------- |
| 01 | Marianne Pentha & Mikkel Gaup | Pages           | Második esély forduló |
| 02 | KiiM                          | My Lonely Voice | Továbbjutott          |

## Ötödik elődöntő
Az ötödik elődöntőt február 13-án rendezi az NRK négy előadó részvételével Fornebuban, a H3 Arénában. A végeredményt a nézők szavazatai alakítják ki, akik mindössze egy előadót juttattak tovább a döntőbe. Ebben az elődöntőben lépett fel a hat automatikus döntőbe jutott előadó közül Rein Alexander, Eyes Wide Open című dalával.
| Párbaj | Előadó  | Dal                  | Eredmény              |
| ------ | ------- | -------------------- | --------------------- |
| I.     | TuVeia  | Bli med meg på gar'n | Második esély forduló |
| I.     | River   | Coming Home          | Továbbjutottak        |
| II.    | Ane.Fin | Walking In My Sleep  | Második esély forduló |
| II.    | IMERIKA | I Can't Escape       | Továbbjutott          |

### Aranypárbaj
| #  | Előadó  | Dal            | Eredmény              |
| -- | ------- | -------------- | --------------------- |
| 01 | River   | Coming Home    | Második esély forduló |
| 02 | IMERIKA | I Can't Escape | Továbbjutott          |

## Második esély forduló
A második esély fordulót február 13-án rendezi az NRK tizenöt előadó részvételével Fornebuban, a H3 Arénában. A végeredményt a nézők szavazatai alakítják ki, akik mindössze egy előadót juttattak tovább a döntőbe.
| #  | Előadó                        | Dal                  | Eredmény     |
| -- | ----------------------------- | -------------------- | ------------ |
| 01 | Beady Belle                   | Playing with Fire    | Kiesett      |
| 02 | Jorn                          | Faith Blody Faith    | Továbbjutott |
| 03 | Stina Talling                 | Elevate              | Kiesett      |
| 04 | Ketil Stokkan                 | My Life is OK        | Kiesett      |
| 05 | Maria Solheim                 | Nordlyset            | Kiesett      |
| 06 | Daniel Owen                   | Psycho               | Kiesett      |
| 07 | Dinaye                        | Own Yourself         | Kiesett      |
| 08 | Ole Hartz                     | Vi er Norge          | Kiesett      |
| 09 | Big Daddy Karsten             | Smile                | Kiesett      |
| 10 | Landeveiens Helter            | Alt det der          | Kiesett      |
| 11 | Royane                        | Circus               | Kiesett      |
| 12 | Marianne Pentha & Mikkel Gaup | Pages                | Kiesett      |
| 13 | TuVeia                        | Bli med meg på gar'n | Kiesett      |
| 14 | Ane.Fin                       | Walking In My Sleep  | Kiesett      |
| 15 | River                         | Coming Home          | Kiesett      |

## Döntő
A döntőt február 20-án rendezi az NRK tizenkettő előadó részvételével Fornebuban, a H3 Arénában. A végeredményt a nézők szavazatai alakítják ki. Az összes dal elhangzása után a szavazást elindították, ahonnan a négy legtöbb szavazatot kapott előadó jutott tovább. A négy előadó ezután párbajozott egymással, mint az elődöntőkben. A két párbaj győztese újra előadta versenydalát, majd ezután összesítették a szavazatokat, amelyeket regionális területekre bontottak, majd az öt földrajzi régió kiosztotta pontjait. A műsor során extra produkciót adott elő a tavalyi verseny győztese, Ulrikke Brandstorp és Helene Bøksle.
| #  | Előadó                  | Dal               | Eredmény      |
| -- | ----------------------- | ----------------- | ------------- |
| 01 | Atle Pettersen          | World on Fire     | Kiesett       |
| 02 | Raylee                  | Hero              | Kiesett       |
| 03 | Stavangerkameratene     | Who I Am          | Kiestek       |
| 04 | KiiM                    | My Lonely Voice   | Kiesett       |
| 05 | Blåsemafian feat. Hazel | Let Loose         | Aranydöntősök |
| 06 | Emmy                    | Witch Woods       | Kiesett       |
| 07 | TIX                     | Fallen Angel      | Aranypárbaj   |
| 08 | Kaja Rode               | Feel Again        | Kiesett       |
| 09 | Rein Alexander          | Eyes Wide Open    | Kiesett       |
| 10 | IMERIKA                 | I Can't Escape    | Kiesett       |
| 11 | KEiiNO                  | Monument          | Aranypárbaj   |
| 12 | Jorn                    | Faith Blody Faith | Aranydöntős   |

### Aranypárbaj
| #  | Előadó | Dal          | Szavazatok | Szavazatok | Szavazatok | Szavazatok | Szavazatok | Összesen | Eredmény |
| #  | Előadó | Dal          | Dél        | Kelet      | Közép      | Nyugat     | Észak      | Összesen | Eredmény |
| -- | ------ | ------------ | ---------- | ---------- | ---------- | ---------- | ---------- | -------- | -------- |
| 01 | KEiiNO | Monument     | 27 666     | 113 148    | 38 850     | 58 942     | 42 437     | 281 043  | 2.       |
| 02 | TIX    | Fallen Angel | 36 996     | 185 104    | 46 937     | 82 891     | 28 105     | 380 033  | 1.       |

#### Pontbejelentők
- Dél-Norvégia: Helene Bøksle
- Kelet-Norvégia: Hanne Krogh
- Közép-Norvégia: Carina Dahl
- Nyugat-Norvégia: Beady Belle
- Észak-Norvégia: Maria Solheim

## Visszatérő előadók
| Előadó         | Előző év(ek)     |
| -------------- | ---------------- |
| Raylee         | 2015, 2020       |
| Rein Alexander | 2020             |
| KEiiNO         | 2019             |
| Ketil Stokkan  | 1983, 1986, 1990 |